# Panelárna Plačice
Panelárna Plačice byla firma, která od roku 1952 vyráběla v Plačicích příčkové panely a různé prefabrikáty.

## Historie
Plačická panelárna vznikla v roce 1952 pod názvem Pozemní stavby Hradec Králové, inženýrsko-mechanizační závod 04, panelárna Plačice, a pod ním působila až do roku 1990, kdy se z ní stal státní podnik, jehož základním předmětem podnikání byla výroba stavebních dílců, betonových a železobetonových výrobků z nepálených zdících materiálů pro pozemní a inženýrské stavby, zejména střešních betonových dílů PZS, příčkových panelů NZP pro technologii skeletu S 1-2, prefabrikátů pro jeřábové dráhy atypických prefabrikátů a betonové směsi, výroba, výkony, práce a služby s tímto předmětem podnikání související.
Postupem času se však začaly kupit různé problémy. V roce 1978 se objevily nedostatky ve výrobě prefabrikátů, jež byly způsobeny probíhající dostavbou a rekonstrukcí areálu. Dodávky vázly i v následujících letech, takže se mnohdy pracovalo o víkendech i o svátcích. 13. listopadu 1980 zase vypukl požár, který si vyžádal škodu 1 764 Kčs. Vázly též dohody o dodávkách písku z blízkého písníku, který patřil Okresnímu stavebnímu podniku Hradec Králové. O 8 let později je kritizována špatná kvalita betonových dílců. V roce 1989 bylo rozhodnutím vedení oborového podniku určeno, aby byla převedena část výroby příček T06B z Prefy do výrobny Plačice.
Výše zmíněný státní podnik byl založen k 1. září 1990 rozhodnutím č. 254/1990 ministra výstavby a stavebnictví ČR z 31. srpna 1990, SZ:OOŘ 048/270/1990-Cl. V souladu s rozhodnutím č. 630/1993 ministra průmyslu a obchodu ČR z 23. července 1993 byla převedena část majetku státního podniku na Fond národního majetku ČR na základě privatizačního projektu č. 20718 schváleného usnesením vlády ČR 14. dubna 1993 č, 171 a dokladu Fondu národního majetku ČR z 23. července 1993 čj.331/1008/93/DH, a to k 10. srpnu 1993 ve výši 3 142 000 Kč. Rozhodnutím č. 927/1993 ministra průmyslu a obchodu ČR ze 4. listopadu téhož roku byl tento státní podnik k 15. listopadu 1993 zrušen bez likvidace a vymazán z obchodního rejstříku, přičemž jeho majetek byl převeden na Fond národního majetku ČR.